# Лубоїд пістрявий ясеновий
Лубоїд пістрявий (малий) ясеновий (Hylesinus fraxini Panz.) — жук родини довгоносиків. В Україні поширений повсюдно. Пошкоджує ясен, дуб, бук, граб, маслину, волоський і чорний горіхи, ліщину, яблуню, грушу, клен.

## Опис
Жуки 2,5-3,5 міліметрів завдовжки. Плоско заокруглені надкрила густо вкриті світлими й темними лусочками які утворюють пістрявий малюнок. Передньоспинка сильно звужена до голови, вкрита крапками, у передніх кутів з дрібними горбками; черевце косо зрізане до верхівки надкрил. Булава вусиків тричленна, продовгувато-овальна з двома швами. Щит, менший в довжину ніж в ширину, рівномірно вкритий лусочками.

## Екологія

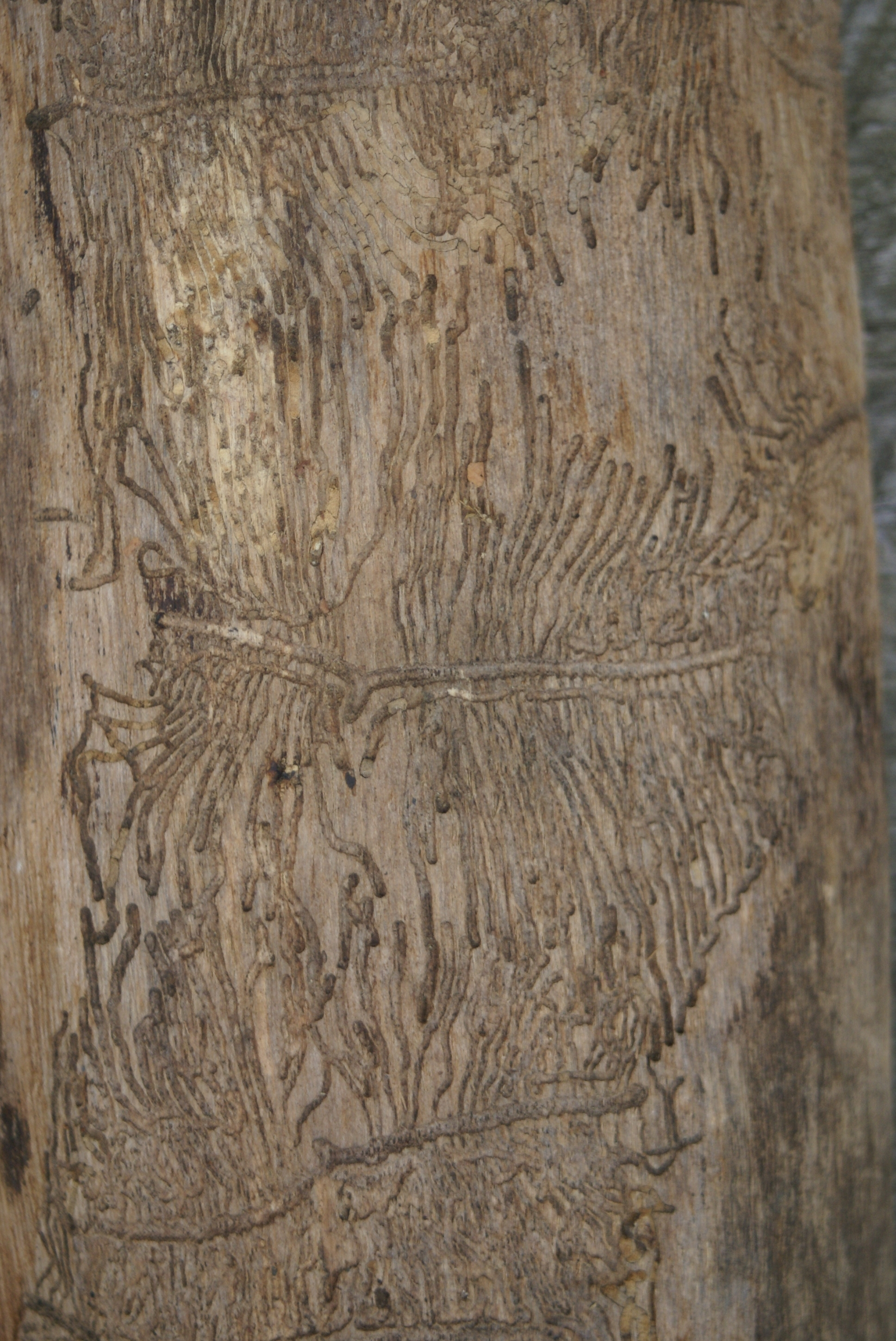
Фото пошкодженого лубоїдом дерева — добре видно маточні ходи в оточені численних личинкових.

Пістрявий ясеневий лубоїд живе зазвичай в прирічкових лісах та пагорбистій місцевості. Жуки уражують свіжозрубані ясени, свіжі пні та ослаблені дерева, надають перевагу ясенам середнього віку, але уражують як молоді деревця так і гілки старих дерев.
Зимують жуки в комлевій частині, іноді нижче рівня ґрунту. Заселюють товсті штамби головним чином у кроні, а тонкі — від основи до верхівки. Маточний хід складається із двох поперечних розгалужень, а личинкові — густо розміщені, короткі, щільно прилягають один до одного. Довжина маточного ходу 7-10 сантиметрів при ширині близько 1,5 міліметра, личинкові ходи коротші — 3-5 сантиметрів і розташовані під прямим кутом до маточного. Лялечкові колисочки розміщуються в заболоні. Літ жуків спостерігається з кінця квітня до середини червня.
Розвиток від яйця до виходу молодих жуків триває близько двох місяців, і у зв'язку з цим основна маса жуків з'являється в кінці червня, але окремі личинки та лялечки зустрічаються і в серпні. Для додаткового живлення молоді жуки проникають у кору і вигризають неправильні ходи (міни) навіть на здорових деревах, в яких вони знаходяться до вересня. В місцях пошкодження в корі утворюються заживляючі тканини і виникають «корові розетки», які в разі повторного ураження розростаються. У випадку масового розмноження лубоїди вражають ясенові посадки які зазвичай гинуть. Жуки пошкоджують не лише молоді, але й старі ясені на яких розшукують гладеньку кору, тонкі гілки та гілочки. Пошкодження часто зосереджені в одному місці, а ходи зосереджені так густо, що не залишається непошкоджених кори чи лубу.
У старших насадженнях ясена пістрявий лубоїд є переносником бактеріального раку. Жуки на своєму тілі переносять бактерії і, надгризаючи кору, сприяють проникненню їх всередину тканин дерева.
Генерація однорічна.

## Ареал
Головними регіонами розповсюдження малого ясенового короїда є середня та південна Європа, північна межа досягає півдня Скандинавії та Ленінградської області. Дуже великої шкоди завдає в лісостепових та степових зонах України та Росії, на Кавказі. На півдні жук поширений до Північної Африки.